# The Catwalk
Catwalk är ett bergspass i Antarktis. Det ligger i Västantarktis. Argentina, Chile och Storbritannien gör anspråk på området. Catwalk ligger 1 592 meter över havet.
Terrängen runt Catwalk är kuperad söderut, men norrut är den bergig. Trakten är obefolkad. Det finns inga samhällen i närheten.